# Huawei
Huawei Technologies Co., Ltd. (pronuncia cinese mandarino [xwǎ.wěɪ]; in cinese: 华为技术有限公司S, huá wéi jì shù yǒuxiàn gōng sīP), comunemente nota come Huawei, è una società cinese impegnata nello sviluppo, produzione e commercializzazione di prodotti, di sistemi e di soluzioni di rete e telecomunicazioni, smartphones ed elettronica di consumo generale. È stata fondata nel 1987 da Ren Zhengfei e ha il quartier generale a Shenzhen, Guangdong, in Cina.
Non esistono dichiarazioni ufficiali in merito all'interpretazione del significato di Huawei. Il nome 华为 è traslitterato in inglese in Huawei. Il carattere semplificato 华 (huá) è usato per indicare la Cina e ciò che è "cinese". Il carattere 为 (wéi) significa al contempo "atto", "azione", "servizio", "attività" ed "essere", "essenza". La combinazione dei due caratteri può essere differentemente tradotta come "azione magnifica", "la Cina sa fare" oppure "servizio cinese", "attività cinese".
Le sue attività principali sono la ricerca e sviluppo, la produzione e commercializzazione di apparecchiature per le telecomunicazioni e la fornitura di servizi di rete personalizzati per gli operatori di telecomunicazioni. La struttura organizzativa di Huawei opera sul mercato con oltre 180 000 dipendenti attraverso tre divisioni: Carrier, Enterprise e Consumer. È una delle più grandi società mondiali nel campo delle telecomunicazioni.

## Storia
La società venne fondata originariamente come "Shenzhen City Huawei Technologies, Inc". ("Shenzhen Huawei"), nel 1987 da Ren Zhengfei - un ex ufficiale dell'"Esercito Popolare di Liberazione" - e da altri cinque soci, che inizialmente avevano azioni uguali. Dapprima operante nel campo della realizzazione di switch, progressivame esteso la sua attività nell'elettronica e nelle telecomunicazioni. Nel 1990, la società iniziato a distribuire azioni ai dipendenti e nel 1997 la partecipazione azionaria di Shenzhen Huawei è stata oggetto di un'importante ristrutturazione aziendale nell'ambito della quale le azioni di proprietà dei dipendenti (compresi i dipendenti di una controllata di Shenzhen Huawei) venivano ad essere detenute in una sorta di trust dai rispettivi sindacati aziendali, che apparentemente detenevano il titolo formale delle azioni ed esercitavano il diritto di voto. Nel 2000 l'azienda mutó il proprio nome in "Huawei Tech", e la proprietà era della holding
"Huawei Investment & Holding", 
di cui Ren Zhengfei possedeva circa l'1% e il restante 99% era di proprietà dei dipendenti di tale ultima società.
Per competere con gli altri operatori del mercato cinese come Xiaomi, lancia una serie di prodotti a marchio Huawei Honor, concepito come marca alla fine del 2011 e fondato nel 2013. Successivamente il marchio Honor diventerà indipendente da quello Huawei, riferendosi a prodotti di fascia più bassa.
Nel dicembre 2018 il vicepresidente e direttore finanziario di Huawei, Meng Wanzhou, figlia del Zhengfei, è stata arrestata in Canada, su richiesta degli Stati Uniti, che l'accusano di aver violato le sanzioni statunitensi contro l'Iran per essere poi rilasciata nel settembre del 2021.
Nel 2019 il governo USA durante la presidenza di Donald Trump ha accusato la società di avere legami con i servizi di intelligence e le forze armate cinesi, in quanto indagando sulla struttura societaria di Huawei hanno avuto l'accesso ai curriculum vitae di 25 000 dirigenti, molti dei quali di estrazioni militari e/o di servizi, e quindi da loro sospettati di presunto spionaggio ed il 20 maggio un ordine esecutivo di Donald Trump ha disposto il divieto per le aziende statunitensi come Microsoft, Google, Intel, Qualcomm di intrattenere alcun tipo di rapporto commerciale con la società cinese; Quasi contemporaneamente l'impresa cinese ha annunciato progressi su un proprio sistema operativo denominato HarmonyOS, affermandone l'accelerazione nello sviluppo. Fu comunque concessa una proroga temporanea a Google ed al suo sistema operativo proprietario Android di 90 giorni, prorogata poi sino al 2020, per i prodotti Huawei già in commercio, garantendo continuità negli aggiornamenti e forniture di patch di sicurezza. Come conseguenza, Huawei ha iniziato a sviluppare applicazioni alternative a quelle di Google, come AppGallery, Petal Maps, Petal Mail e Petal Search e nel novembre 2020 ha venduto la sua divisione  low-cost Honor ad un pool di imprese cinesi. Lo stesso anno, per garantire la sopravvivenza del marchio, Huawei ha venduto Honor a una società statale cinese.
Nel marzo 2023 fu lanciato Pangu-Σ, un'intelligenza artificiale generativa basata su un modello linguistico di grandi dimensioni con un'architettura distribuita e 1.085 bilioni di parametri. La prima versione era stata rilasciata nell'aprile del 2021.

## Organizzazione
La Huawei Investment & Holding Co. è una holding che raggruppa diverse società; la società operativa denominata Huawei Technologies, Inc. è l'entità che si occupa effettivamente di produzione e presumibilmente quella che ha un gran numero di dipendenti. È società a responsabilità limitata con un unico azionista, una delle due forme societarie di base del diritto societario cinese, ed è posseduta al 100% da Huawei Holding, che a sua volta ha solo due azionisti: Ren Zhengfei, il fondatore, con "quasi l'1,14%" e un'entità chiamata Huawei Investment & Holding Company Trade Union Committee ( "Huawei Holding TUC") con il restante 98.86%.
Si noti che Huawei Holding TUC non è un sindacato di per sé, ma è un comitato sindacale. Si noti inoltre che non è associato a Huawei Tech, ma è, per i suoi termini, associato a Huawei Holding. Molto poco si sa della struttura di governance interna di Huawei Holding TUC: che cosa dicono i suoi documenti costituzionali, chi prende decisioni in suo nome, o anche se si tratta in realtà di un sindacato, di un organo intersindacale (un comitato sindacale è diverso da un sindacato), o di qualcos'altro completamente diverso ma con un nome fuorviante.
I dipendenti delle società del gruppo Huawei non possiedono effettivamente azioni né in Huawei Tech né in Huawei Holding. Invece, essi possiedono, tramite un contratto, una sorta di azione virtuale che permette loro di partecipare agli utili che si configura come un diritto contrattuale ma non un diritto di proprietà; non dà al titolare alcun diritto di voto né in Huawei Tech né in Huawei Holding, non può essere trasferita e viene annullata quando il dipendente lasci l'azienda, con riserva di un pagamento di riscatto da parte di Huawei Holding TUC a un basso prezzo fisso. Questa proprietà virtuale non ha nulla a che fare con il capitale o il controllo. Si tratta semplicemente di un sistema di incentivazione con la partecipazione agli utili.

## Attività

### Dati economici
Nel 2018 ha registrato un fatturato valutato in 105,2 miliardi di USD, con un utile netto pari a 8,7 miliardi; superando Apple come azienda produttrice di smartphone. Con la sua quota di mercato del 19% registrata nell'aprile del 2020 diventa il più grande produttore di smartphone al mondo, primato precedentemente detenuto da Samsung.

### Ricerca e sviluppo
Huawei ha realizzato 16 centri di Ricerca & Sviluppo, 36 Joint Innovation Center e 45 Training Center in tutto il mondo. L’investimento complessivo di Huawei in ricerca negli ultimi 10 anni ammonta a circa 48 miliardi di dollari. È famosa soprattutto per la produzione di smartphone e tablet con "EMUI"; per il quale all'inizio del 2018 la società ha creato un nuovo servizio chiamato AppGallery come alternativa al Google Play Store che è liberamente installabile dagli utenti e compatibile con gli smartphones Honor
La società attualmente investe oltre il 10% del suo fatturato annuo in ricerca e sviluppo, settore in cui impiega circa il 45% dei dipendenti. In particolare, in tale ambito, nel 2017 ha speso 11,6 miliardi di euro (il 15% dei ricavi), concentrandosi su intelligenza artificiale e cloud. Huawei è il secondo produttore di smartphone al mondo (considerando anche quelli commercializzati col brand Honor), dopo Samsung, avendo sorpassato Apple nel secondo trimestre del 2018.
Collabora inoltre con l'Istituto europeo per le norme di telecomunicazione (ETSI).
Huawei è stata la prima impresa cinese in assoluto a entrare nella classifica dei "Top 100 Best Global Brands" stilata da Interbrand, dove nel 2016 è salita al 72º posto. Scalando ben 99 posizioni in un anno, Huawei si è collocata al 129º posto nella classifica 2016 Fortune Global 500. Al 2020 Huawei ha richiesto la registrazione di oltre 5.405 brevetti; e secondo l’WIPO (una delle tre maggiori organizzazioni di proprietà intellettuali mondiali), Huawei è divenuta la prima azienda al mondo per richieste di brevetti internazionali davanti a Mitsubishi, Samsung e Qualcomm.

## Controversie

### Le cause legali intentate dai dipendenti
Nel 2016 un dipendente ha dichiarato di avere diritto alle azioni virtuali sulla base di un documento emesso da Huawei Holding. L'imputato convenuto, la Huawei Tech, ha sostenuto con successo che il dipendente non aveva in tal modo dimostrato che la Huawei Tech gli dovesse alcunché.
In una causa legale del 2018 a Shanghai che coinvolgeva un dipendente Huawei in una controversia sui beni matrimoniali, Huawei (l'entità esatta non è stata specificata dal tribunale) ha presentato una lettera in cui si affermava, che ciò che il dipendente possedeva erano "azioni virtuali limitate, che non potevano essere trasferite o possedute da nessun altro diverso dai dipendenti".

### I finanziamenti statali cinesi
Nel 2019 secondo un'inchiesta giornalistica del quotidiano britannico The Times, citando una fonte anonima, ha rivelato il 20 aprile che alcuni mesi prima la Cia avrebbe mostrato ai suoi partner nell'ambito dell'alleanza tra intelligence di alcuni Stati Paesi denominata "accordo UKUSA" – Stati Uniti, Inghilterra, Australia, Nuova Zelanda e Canada – le prove che Huawei avrebbe ricevuto fondi statali cinesi in particolare dall'Esercito Popolare di Liberazione, dalla "Commissione per la Sicurezza Nazionale", e da un dipartimento non meglio definito dell'apparato statale dei servizi segreti. In risposta a queste affermazioni, uno dei portavoce dell’azienda ha dichiarato alla stampa che «Huawei non commenta accuse non confermate, non sostenute da alcuna prova e provenienti da fonti anonime».

### Scandalo al Parlamento europeo
Il 13 marzo 2025 la giustizia belga ha indagato sulle relazioni fra numerosi lobbisti che lavoravano per la società Huawei e alcuni parlamentari europei. Il sospettato principale era il capo dei lobbisti Valerio Ottati. Per quanto riguarda i deputati europei s'indaga su Adam Mouchtar, assistente del bulgaro Nikola Minchev e sugli assistenti di Fulvio Martusciello, e Marco Falcone. Il 20 maggio la procura belga ha sporto denuncia contro 5 deputati europei e ha chiesto la revoca dell'immunità parlamentare per gli italiani Salvatore De Meo, Fulvio Martusciello e Giuseppina Princi, il maltese Daniel Attard, il bulgaro Nikola Minchev. Si confermano le indagini su Adam Mouchtar, assistente del bulgaro Nikola Minchev e sugli assistenti di Fulvio Martusciello, e Marco Falcone.

## Prodotti principali

### Orologi da polso
- Huawei Band 2 Pro
- Huawei Band 3e
- Huawei Band 3 Pro
- Huawei Band 4
- Huawei Watch 2
- Huawei Watch GT
- Huawei Watch GT 2
- Huawei Watch GT 2e
- Huawei Watch GT 2 Pro
- Huawei Watch GT 3
- Huawei Watch GT Runner
- Huawei Watch 3
- Huawei Watch 3 Pro

### Smartphone
- Huawei Ascend Y520
- Huawei Ascend Y530
- Huawei Ascend Y600
- Huawei Ascend Y625
- Huawei Ascend P1
- Huawei Ascend P2
- Huawei Ascend P6
- Huawei Ascend P7
- Huawei P8 Lite Smart
- Huawei P Smart
- Huawei P Smart+
- Huawei P Smart 2019
- Huawei P Smart Z
- Huawei P8 Lite
- Huawei P8
- Huawei P8 Max
- Huawei P8 Lite 2017
- Huawei P9 Lite
- Huawei P9
- Huawei P9 Plus
- Huawei P10 Lite
- Huawei P10
- Huawei P10 Plus
- Huawei P20 Lite
- Huawei P20
- Huawei P20 Pro
- Huawei P30 lite
- Huawei P30
- Huawei P30 Pro
- Huawei P40 Lite e
- Huawei P40 lite
- Huawei P40
- Huawei P40 Pro
- Huawei P40 Pro+
- Huawei P50 Pro
- Huawei P50 Pocket
- Huawei Mate S
- Huawei Mate 7
- Huawei Mate 8
- Huawei Mate 9
- Huawei Mate 9 Pro
- Huawei Mate 9 Porsche Design
- Huawei Mate 10 Pro
- Huawei Mate 10 Porsche Design
- Huawei Mate 10
- Huawei mate 10 Lite
- Huawei Mate RS Porsche Design
- Huawei Mate 20 Lite
- Huawei Mate 20
- Huawei Mate 20 pro
- Huawei Mate 20 X
- Huawei Mate 30 Lite
- Huawei Mate 30
- Huawei Mate 30 Pro
- Huawei U8150
- Huawei Ascend Mate7
- Huawei Ascend G615
- Huawei Nexus 6P
- Huawei G7
- Huawei G Play Mini
- Huawei ShotX
- Huawei GX8
- Huawei GT3
- Huawei Nova Young
- Huawei Nova Smart
- Huawei Nova Lite+
- Huawei Nova
- Huawei Nova Plus
- Huawei Nova 5T
- Huawei Nova 8i
- Huawei Nova 9 SE
- Huawei Nova 9
- Huawei Y3II
- Huawei Y5II
- Huawei Y6II
- Huawei Y3
- Huawei Y5
- Huawei Y6
- Huawei Y6 Pro 2017
- Huawei Y635
- Huawei Y5 2018
- Huawei Y6 2018
- Huawei Y7 2018
- Huawei Y9 2018
- Huawei Mate X
- Huawei Mate Xs

### Software
- EMUI
- HarmonyOS
- Huawei AppGallery
- Petal Mail
- Petal Maps
- Petal Search

### Telefoni fissi
- Huawei ETS3 Cordless 3G/GSM
- Huawei F610
- Huawei F617

## Presenza nel mondo
I prodotti e le soluzioni di Huawei sono utilizzati da 45 dei primi 50 operatori mondiale di telefonia mobile e sono impiegati da oltre 140 Stati del mondo, che rappresentano circa un terzo della popolazione mondiale.

### Italia
Huawei è attiva in Italia dal 2004 e oggi può contare su circa 750 professionisti sul territorio nazionale attraverso le 2 sedi (Milano e Roma), gli uffici di altre 10 città, e 4 centri di Ricerca e Sviluppo, oltre a un Business Innovation Center.
Dal 2007 al 2009 Huawei ha partecipato alla realizzazione della rete HSDPA e HSUPA nelle regioni Basilicata, Calabria, Puglia e Sicilia per conto di Telecom Italia.
In Italia sono in fase operativa alcuni importanti progetti, tra i quali: lo sviluppo della tecnologia FTTC (Fiber to the Cabinet) e FTTH (Fiber to the Home), l'evoluzione delle reti fisse di accesso e trasporto degli operatori clienti, la continuazione del piano di modernizzazione della rete mobile con Single RAN per Telecom Italia, Wind e Vodafone.
Nel 2011 Huawei ha delocalizzato a Milano il Centro Globale di Ricerca e Sviluppo per le Tecnologie Microwave, attribuendogli funzioni di quartier generale con responsabilità a livello globale. Il Centro è focalizzato sulle tecnologie wireless delle alte frequenze per applicazioni 5G a trasmissione in ponte radio, e fa di Milano la capitale mondiale delle tecnologie microwave nell’organizzazione di Huawei.
Nel 2012 Huawei ha realizzato sul territorio italiano dei test EDGE coordinati dal Ministero dello sviluppo economico. Nel 2013 Huawei ha siglato un accordo per la realizzazione della rete ultra veloce di telefonia mobile EDGE dell'operatore Vodafone. Nel 2014 Huawei e Telecom Italia siglano un accordo di cooperazione della durata di tre anni per la realizzazione in Italia di un Business Innovation Center.
Nel 2013 Huawei lancia Ascend P6, uno smartphone Android presentato come il più sottile al mondo. Il 30 ottobre 2013 l'azienda firma un accordo triennale di sponsorizzazione con la società calcistica del Milan. Nel 2014 Huawei lancia nel mercato italiano lo smartphone top di gamma Ascend P7 e gli smartphone con connettività LTE Ascend Mate7, octa-core con tecnologia di lettura delle impronte digitali, e Ascend G7.
Nel 2014 Huawei celebra 1 milione di smartphone consegnati in Italia. Nel settembre 2015 Huawei presenta all'Ifa 2015 il nuovo Mate S, un dispositivo di fascia alta che conferma come l'azienda cinese abbia già da tempo incominciato un riposizionamento nella parte top del mercato. Huawei è dal 3º trimestre 2015 il secondo produttore di dispositivi Android per numero di vendite dopo Samsung nei 5 principali mercati europei.
Nei primi mesi del 2016 Huawei ha avviato la distribuzione del nuovo Huawei P9, le cui versioni normale e plus hanno la fotocamera sviluppata insieme con l'azienda Leica. A ottobre del 2016, Huawei apre a Milano e Roma i suoi primi centri di assistenza diretta in Europa. In Italia nel dicembre 2016 Huawei ha inaugurato a Pula (CA) un Joint Innovation Center in società con il CRS4 (Centro di Ricerca, Sviluppo e studi superiori della Regione Sardegna). È il primo laboratorio dedicato a progetti di ricerca sulle Smart & Safe City dedicato alle imprese e alla Pubblica Amministrazione. Nel progetto sono coinvolte le pubbliche amministrazioni locali, istituti di ricerca e università della Sardegna. Il 30 novembre 2017 apre a Milano il primo "Huawei Experience Store" d'Europa.